# 馬瑞辰
馬瑞辰（1782年—1853年），字献生，又字元伯，安徽桐城人。清朝学者。

## 生平
精于《毛诗》，嘉慶十年乙丑進士，选庶吉士。嘉慶十三年（1808年）四月散馆，轉工部营缮司郎中，因宝源局匠人滋事案获罪，遣戍盛京，委书院山长，因课徒有效，受到吉林将军富俊赏识，道光初年得以回京署理工部主事。道光二年，又因承办太庙工程遭誣陷，发配黑龙江。吉林将军富俊曾以书院“教读乏人”，请改发吉林，“专司教读”，朝廷以学习文艺，“必致清语日益生疏，弓马渐形软弱”為由駁回。不久以“捐赎回籍”释归。鄉居數十年，以著作自娛。主讲江西白鹿洞書院、安徽庐阳书院等學府。
咸豐三年，髮賊入舒城、陷廬州，逼進桐城。馬瑞辰次子馬星曙遇害，幼子馬三俊組織鄉勇抵禦髮賊，馬瑞辰避身於唐家灣。後为林天九所俘，不降而死。著有《毛詩傳通釋》32 卷、《崇郑堂诗文集》。

## 家族
父馬宗璉。